# MFG–Austria Personas – Libertad – Derechos Fundamentales
MFG–Austria Personas – Libertad – Derechos Fundamentales (en alemán: MFG–Österreich Menschen – Freiheit – Grundrechte, MFG) es un partido político austriaco. Los medios de comunicación generalmente se refieren al partido como el "partido antivacunas" o "crítico de las vacunas" y sus votantes siguen y/o difunden teorías de conspiración. El partido afirma tener 4.000 miembros.

## Descripción
El partido está activo principalmente en la Alta Austria hasta el momento. En las elecciones estatales de Alta Austria de 2021, el partido logró el 6,23% de los votos emitidos y 3 escaños en el Landtag de Alta Austria. Está fuertemente representado en la Alta Austria, especialmente en el distrito de Ried im Innkreis, donde después de su fundación se formaron grupos locales en ocho localidades. El partido obtuvo sus mejores resultados en localidades con mucha gente no vacunada.
El partido obtuvo un resultado electoral importante en las elecciones municipales de enero de 2022 en Waidhofen an der Ybbs en Baja Austria, ganando más del 17% de los votos. En las elecciones municipales de Tirol en febrero de 2022, el partido compitió en 50 de 274 municipios, ganó escaños en 47 de ellos y promedió alrededor del 10% de los votos. También está estableciendo estructuras organizativas y de liderazgo en los 9 estados federados y competirá en las próximas elecciones presidenciales de Austria de 2022 con el líder del partido Michael Brunner.
| Elecciones estatales de Austria |             |       |         |                    |      |
| Estado                          | Votos       | %     | Escaños | Gobierno           | Año  |
| Alta Austria                    | 50.325 (#5) | 6,23% | 3/56    | Oposición          | 2021 |
| Baja Austria                    | 4.369 (#6)  | 0,49% | 0/56    | Extraparlamentario | 2023 |
| Salzburgo                       | 2.071 (#8)  | 0,77% | 0/36    | Extraparlamentario | 2023 |
| Tirol                           | 9.539 (#7)  | 2,78% | 0/36    | Extraparlamentario | 2022 |